# John Huggett (manzana)
John Huggett es una  variedad cultivar de manzano (Malus domestica).
Variedad de manzana híbrido procedente del cruce Allington Pippin x Desconocido. Criado en 1940 por John Huggett, Grange-over-Sands, Lancashire Inglaterra (Reino Unido). Las frutas tienen una pulpa bastante firme con un sabor dulce y aromático.

## Historia
'John Huggett' es una variedad de manzana híbrido procedente del cruce como Parental-Madre de Allington Pippin y como Parental-Padre el polen procede de una variedad 'Desconocida' de una Allington Pippin de polinización abierta. Criado en 1940 por John Huggett, Grange-over-Sands, Lancashire Inglaterra (Reino Unido).
'John Huggett' se cultiva en la National Fruit Collection con el número de accesión: 1952-270 y Accession name: John Huggett.

## Características
'John Huggett' es un árbol portador de espuelas, con porte esparcido compacto y vertical. Tiene un tiempo de floración que comienza a partir del 2 de mayo con el 10% de floración, para el 8 de mayo tiene una floración completa (80%), y para el 16 de mayo tiene un 90% de caída de pétalos.
'John Huggett' tiene una talla de fruto de medio a grande; forma amplia globosa cónica, altura 67.00mm y anchura 82.50mm; con nervaduras muy débiles; epidermis con color de fondo verde que madura a amarillo, importancia del sobre color medio, con color del sobre color naranja, con sobre color patrón rayas / manchas presentando manchas de lavado anaranjado pardusco, marcado con rayas algo más oscuras en la zona expuesta al sol, piel ligeramente grasosa, "russeting" (pardeamiento áspero superficial que presentan algunas variedades) muy bajo; cáliz pequeño y cerrado, colocado en una cuenca plisada y poco profunda; pedúnculo delgado y largo, que sobresale del hombro y se coloca en una cavidad en forma de embudo cubierto de "russeting"; carne de color blanco, y firme. Sabor dulce y aromático.
Su tiempo de recogida de cosecha se inicia a finales de agosto. Se conserva bien durante dos meses en cámara frigorífica.

## Usos
Hace una muy buena manzana fresca de mesa.

## Ploidismo
Diploide, parcialmente auto estéril. Es necesaria una polinización con variedades del Grupo de polinización: C, Día 10.